# Physalis subulata
Physalis subulata är en potatisväxtart som beskrevs av Per Axel Rydberg. Physalis subulata ingår i släktet lyktörter, och familjen potatisväxter. Utöver nominatformen finns också underarten P. s. neomexicana.